# Forêt de Vioreau
La forêt de Vioreau  est une forêt située sur la commune de Joué-sur-Erdre, dans le département de la Loire-Atlantique.

## Classement
La forêt de Vioreau est classée Espace Naturel Sensible par le département. 